# 수산초등학교 추동분교
수산초등학교 추동분교는 대한민국 충청북도 제천시 수산면 오티로 258 (도전리)에 있었던 공립 초등학교다.

## 연혁
- 1968년 8월 31일 설립인가
- 1969년 3월 6일 금산국민학교 추동분교장 개교
- 1969년 12월 1일 추동국민학교 승격 인가
- 1970년 4월 1일 추동국민학교 개교
- 1992년 3월 1일 수산국민학교로 편입
- 1996년 3월 1일 수산초등학교 추동분교 개칭
- 1998년 3월 1일 폐교